# Antônio dos Santos (político)
Antônio dos Santos Soares Cavalcante (Crateús, 1 de novembro de 1943) é um político brasileiro que foi deputado federal pelo Ceará.

## Dados biográficos
Filho de João Melo Cavalcanti e Leonor Soares Cavalcanti. Formou-se em Direito pela Universidade Federal do Ceará em 1968 e ingressou na vida política a convite de seu sogro, Furtado Leite. Filiado à ARENA e depois ao PDS, elegeu-se deputado estadual em 1970, 1974, 1978, 1982 e 1986. Em 1981 foi eleito presidente da Assembleia Legislativa do Ceará e durante o governo Gonzaga Mota foi secretário de Administração.
Já integrado ao PFL foi eleito deputado federal em 1990 e 1994 como sucessor do sogro. Encerrada a sua passagem por Brasília retirou-se da política.